# Бритлинген
Бритлинген (њем. Brietlingen) општина је у њемачкој савезној држави Доња Саксонија. Једно је од 43 општинска средишта округа Линебург. Према процјени из 2010. у општини је живјело 3.253 становника. Посједује регионалну шифру (AGS) 3355011.

## Географски и демографски подаци
Бритлинген се налази у савезној држави Доња Саксонија у округу Линебург. Општина се налази на надморској висини од 4 метра. Површина општине износи 19,7 km². У самом мјесту је, према процјени из 2010. године, живјело 3.253 становника. Просјечна густина становништва износи 165 становника/km².